# Källö-Knippla
Källö-Knippla est une île et une municipalité de l'archipel nord de Göteborg située dans la commune d'Öckerö, dans le comté de Västra Götaland.
Sa population était de 369 habitants en 2010.